# チョン・テウ
チョン・テウ（ハングル：정태우、漢字：鄭泰祐、1982年3月23日 - ）は、韓国の俳優。ULエンターテインメント所属。

## 出演

### テレビドラマ
- 韓明澮 〜朝鮮王朝を導いた天才策士〜（1994年、KBS） - 端宗（タンジョン）役
- 宮廷女官キム尚宮（1995年、KBS） - ウォンピョ（少年時代）役
- 絆（1996年、MBC） - チョンイン（少年時代）役
- 龍の涙（1996年 - 1998年、KBS） - イ・バンボン（李芳蕃）/ 撫安（ムアン）大君役
- 王と妃（1998年 - 2000年、KBS） - 端宗（タンジョン）役
- カイスト（1999年 - 2000年、SBS）
- 太祖王建（2000年 - 2002年、KBS） - チェ・ウン（崔凝）役
- ニュー・ノンストップ（2000年 - 2002年、MBC）
- 女人天下（2001年 - 2002年、SBS） - イ・ホ役
- 太陽人イ・ジェマ（2002年、KBS） - ヨンウン役
- 太陽に向かって（2003年、SBS） - キム・ジェヒョン役
- 王の女（2003年 - 2004年、SBS） - チル役
- 武人時代（2003年 - 2004年、KBS） - 煕宗（ヒジョン）役
- 偉大な遺産（2006年、KBS） - ナルチ役
- 大祚榮（2006年 - 2007年、KBS） - イ・コム役
- 王と私（2007年 - 2008年、SBS） - 燕山（ヨンサン）君役
- 母さんに角が生えた（2008年、KBS）
- 戦友（2010年、KBS） - チョン・ソンイル役
- 広開土太王（2011年 - 2012年、KBS） - タムマン役
- きらきら光る（2011年、MBC） - ユン・スンジェ役
- 軍師リュ・ソンリョン（2015年、KBS） - イ・チョンリ役
- 客主〜商売の神〜（2015年 - 2016年、KBS） - ソンドル役
- クリミナル・マインド:KOREA（2017年、tvN） - キム・ミンス役
- 太宗イ・バンウォン（2021年 - 2022年、KBS）- イ・スクボン（李叔蕃）役

### 映画
- 酔画仙（2002年） - チャン・スンオプ（張承業）（少年時代）役
- トンネル（2016年）

### 演劇
- スペシャル・ライアー（2021年）